# HINT1
HINT1‏ (Histidine triad nucleotide binding protein 1) هوَ بروتين يُشَفر بواسطة جين HINT1 في الإنسان.